# تیراندازی در المپیک تابستانی ۲۰۲۰
تیراندازی در بازی‌های المپیک تابستانی ۲۰۲۰ (انگلیسی: Shooting at the 2020 Summer Olympics)
یکی از ورزش‌های بازی‌های المپیک تابستانی ۲۰۲۰ است که از ۲۴ ژوئیه تا ۲ اوت ۲۰۲۱ در برگزار شد. این مسابقات با حضور ۳۶۰ ورزشکار در دو بخش مردان (۱۸۰ نفر) و زنان (۱۸۰ نفر) در ۱۵ رویداد در اردوگاه آساکا ،توکیو انجام شد.

## جدول مدال‌ها
*   کشور میزبان (ژاپن)
| رتبه            | کشور                | طلا | نقره | برنز | مجموع |
| --------------- | ------------------- | --- | ---- | ---- | ----- |
| ۱               | چین                 | ۴   | ۱    | ۶    | ۱۱    |
| ۲               | ایالات متحده آمریکا | ۳   | ۲    | ۱    | ۶     |
| ۳               | چین                 | ۲   | ۴    | ۲    | ۸     |
| ۴               | جمهوری چک           | ۱   | ۱    | ۰    | ۲     |
| ۵               | سوئیس               | ۱   | ۰    | ۱    | ۲     |
| ۶               | اسلواکی             | ۱   | ۰    | ۰    | ۱     |
| ۶               | اسپانیا             | ۱   | ۰    | ۰    | ۱     |
| ۶               | ایران               | ۱   | ۰    | ۰    | ۱     |
| ۶               | فرانسه              | ۱   | ۰    | ۰    | ۱     |
| ۱۰              | سان مارینو          | ۰   | ۱    | ۱    | ۲     |
| ۱۰              | صربستان             | ۰   | ۱    | ۱    | ۲     |
| ۱۲              | ایتالیا             | ۰   | ۱    | ۰    | ۱     |
| ۱۲              | بلغارستان           | ۰   | ۱    | ۰    | ۱     |
| ۱۲              | دانمارک             | ۰   | ۱    | ۰    | ۱     |
| ۱۲              | کره جنوبی           | ۰   | ۱    | ۰    | ۱     |
| ۱۲              | کوبا                | ۰   | ۱    | ۰    | ۱     |
| ۱۷              | اوکراین             | ۰   | ۰    | ۱    | ۱     |
| ۱۷              | بریتانیای کبیر      | ۰   | ۰    | ۱    | ۱     |
| ۱۷              | کویت                | ۰   | ۰    | ۱    | ۱     |
| مجموع (۱۹ کشور) | مجموع (۱۹ کشور)     | ۱۵  | ۱۵   | ۱۵   | ۴۵    |

## نتایج

### رویدادهای مردان
| رویداد                | طلا                                     | نقره                               | برنز                              |  |  |  |
| تپانچه بادی ۱۰ متر    | جواد فروغی · ایران ر.ک                  | دامیر میکتس · صربستان              | پانگ وی · چین                     |  |  |  |
| تپانچه آتش‌سریع ۲۵ متر | ژان کیکامپوا · فرانسه                   | لئوریس پوپو · کوبا                 | لی یوئهونگ · چین                  |  |  |  |
|                       |                                         |                                    |                                   |  |  |  |
| تفنگ بادی ۱۰ متر      | ویلیام شانر · ایالات متحده آمریکا ر.ک   | شنگ لیهائو · چین                   | یانگ هائوران · چین                |  |  |  |
| تفنگ سه وضعیت ۵۰ متر  | ژانگ چانگهونگ · چین ر.ک                 | سرگئی کامنسکی · کمیته المپیک روسیه | میلنکو سابیچ · صربستان            |  |  |  |
|                       |                                         |                                    |                                   |  |  |  |
| اسکیت                 | وینسنت هانکوک · ایالات متحده آمریکا ر.ک | یاسپر هانسن · دانمارک              | عبدالله الرشیدی · کویت            |  |  |  |
| تراپ                  | ییژی لیپتاک · جمهوری چک ر.ک             | داویت کوستلتسکی · جمهوری چک        | متیو کاوئرد-هالی · بریتانیای کبیر |  |  |  |

### رویدادهای زنان
| رویداد               | طلا                                            | نقره                                    | برنز                                |  |  |  |
| تپانچه بادی ۱۰ متر   | ویتالینا باتساراشکینا · کمیته المپیک روسیه ر.ک | آنتوانتا کوستادینووا · بلغارستان        | جیانگ رانشین · چین                  |  |  |  |
| تپانچه ۲۵ متر        | ویتالینا باتساراشکینا · کمیته المپیک روسیه     | کیم مین-جونگ · کره جنوبی                | شیائو جیارویشوان · چین              |  |  |  |
|                      |                                                |                                         |                                     |  |  |  |
| تفنگ بادی ۱۰ متر     | یانگ چیان · چین ر.ک                            | آناستازیا گالاشینا · کمیته المپیک روسیه | نینا کریستن · سوئیس                 |  |  |  |
| تفنگ سه وضعیت ۵۰ متر | نینا کریستن · سوئیس                            | یولیا زیکووا · کمیته المپیک روسیه       | یولیا کاریمووا · کمیته المپیک روسیه |  |  |  |
|                      |                                                |                                         |                                     |  |  |  |
| اسکیت                | امبر انگلیش · ایالات متحده آمریکا ر.ک          | دیانا باکاسی · ایتالیا                  | وی منگ · چین                        |  |  |  |
| تراپ                 | زوزانا رهاک-اشتفچکووا · اسلواکی ر.ک            | کیل براونینگ · ایالات متحده آمریکا      | آلساندرا پریلی · سان مارینو         |  |  |  |

### رویدادهای مختلط تیمی
| رویداد                 | طلا                                     | نقره                                                            | برنز                                                      |
| تپانچه بادی مختلط تیمی | چین (CHN) · جیانگ رانشین · پانگ وی      | کمیته المپیک روسیه (ROC) · ویتالینا باتساراشکینا · آرتم چرنوسوف | اوکراین (UKR) · اولنا کوستویچ · اولگ اوملچوک              |
| تفنگ بادی مختلط تیمی   | چین (CHN) · یانگ چیان · یانگ هائوران    | ایالات متحده آمریکا (USA) · مری تاکر · لوکاس کوزنیسکی           | کمیته المپیک روسیه (ROC) · یولیا کاریمووا · سرگئی کامنسکی |
| تراپ مختلط تیمی        | اسپانیا · آلبرتو فرناندز · فاتیما گالوز | سان مارینو · جان مارکو برتی · آلساندرا پریلی                    | ایالات متحده آمریکا · برایان باروز · مدلین برنو           |